# Un joueur de base-ball nommé Third
Pour plus de détails, voir Fiche technique et Distribution.
Un joueur de base-ball nommé Third (サード, Third) est un film japonais réalisé par Yōichi Higashi, sorti en 1978.

## Synopsis
Third, surnommé ainsi car il gardait la troisième base de son équipe de baseball, traine avec deux jeunes filles qui se prostituent. Un jour qu'il se fait passer pour leur souteneur, il se bagarre avec un yakuza et le tue.

## Fiche technique
- Titre : Un joueur de base-ball nommé Third
- Titre original : サード (Third?)
- Réalisation : Yōichi Higashi
- Scénario : Shūji Terayama, d'après un roman de Haku Kenjō (ja)
- Musique : Michi Tanaka
- Photographie : Kōichi Kawakami
- Montage : Keiko Ichihara
- Production : Katsuhiro Maeda
- Société de production : Art Theatre Guild et Gento-sha
- Pays de production :  Japon
- Langue originale : japonais
- Genre : drame
- Durée : 102 minutes
- Dates de sortie : 
  - Japon : 25 mars 1978[1]

## Distribution
- Toshiyuki Nagashima : Third
- Tsugiaki Yoshida : 2b
- Aiko Morishita : Shinbun-bu
- Akiko Shikata : Tenisu-bu
- Chiyoko Shimakura : la mère de Third
- Taketoshi Naitō : le juge
- Yuko Katagiri : la femme au pull rouge
- Tōru Minegishi : Yakuza
- Akira Hanagami : Murakami
- Fumihiko Ikeda : Akira
- Takeshi Wakamatsu : Oshi

## Distinctions
Le film a été nommé pour trois Japan Academy Prizes.